# Libro de Miqueas
El Libro de Miqueas pertenece a los libros proféticos del Antiguo Testamento (o Tanaj). Fue escrito a finales del siglo VIII a. C. por el profeta que lleva su nombre. Este libro contiene 7 capítulos.
Miqueas vivió un tiempo de guerra cruel. Vio desatarse la guerra entre el Reino del Norte y el Reino del Sur, con 120.000 muertos en el Reino del Sur (2 Crónicas 28:6) sin mencionar las víctimas del Reino del Norte. Después Asiria, una gran potencia militar de su época, aplastó al Reino del Norte, solo un milagro pudo evitar que estos mismos ejércitos entraran en Jerusalén (2 Crónicas 32).
Miqueas interpretó estos acontecimientos como el castigo de Dios sobre el Reino del Norte por pecados como: idolatría, adoración de Baal, sacrificios rituales de niños, magia y adivinación (cf. 2 Reyes 17:16-17). Dichas actividades ahora se iban infiltrando hacia el sur, hacia Judá. De tal manera que Miqueas se refirió a Jerusalén como "lugar alto", nombre común que se le daba al lugar de adoración a dioses paganos (Miqueas 1:5), predicando así que el Juicio que cayó sobre el Reino del Norte caería ahora sobre Judá por causa de su desobediencia a Dios.
Sin embargo, no todo en el libro de Miqueas es juicio y castigo. Miqueas ve una luz en las tinieblas, percibió un majestuoso Dios que gobierna sobre todo suceso, que castigó a su pueblo solo para purificarlo y restaurarlo. También formuló algunas de las más francas predicciones de destrucción que hay en la Biblia, e hizo algunas de las más claras predicciones sobre el futuro Mesías, el Libertador que vendría a salvar a Israel.

"Tú, enemiga mía, no te alegres de mí, porque aunque caí, me levantaré; aunque more en tinieblas, Yahvé será mi luz."
Miqueas 7:8

## Sinopsis
Miqueas es sobre todo un profeta del juicio. Dios aparece como el juez universal. Uno de los más grandes legados espirituales de esta obra estriba en su enseñanza acerca de cómo aceptar y sobrellevar la ira divina. La ira de Dios pasa, pero su benignidad es eterna. Aún en su ira hay compasión. Por lo demás, solo se acentúan aquellos atributos divinos que constituyen el fundamento de su predicación profética: la grandeza de Dios, su santidad su ira y su gran misericordia. Miqueas, como los otros profetas, abundan en grandes enseñanzas morales. Para él, el más grande pecado es la corrupción moral. Solo concede valor a la religión en cuanto ella es capaz de producir la justicia en el individuo y en la sociedad. En 6:8 resume todo el contenido de la predicación de sus predecesores o contemporáneos: «practicar la justicia (Amós), amar la misericordia (Oseas) y caminar humildemente con tu Dios (Isaías)».
Sobre todo, el libro ha suscitado especial interés por su profecía sobre el origen del Mesías, una de las más concretas del Antiguo Testamento, y con la cual el libro culmina sus ideas escatológicas: «Mas tú, Belén Efrata, aunque menor entre las familias de Judá, de ti ha de salir aquel que ha de dominar en Israel»(5:1-5). En el Nuevo Testamento los evangelistas reconocen en Belén Efrata al lugar designado para el nacimiento del Mesías. La profecía se cumple en Jesús, nacido en Belén de Judea en tiempo del rey Herodes (Mt 2:1-6; Jn 7:42).